# موریس ماندریون
موریس ماندریون (فرانسوی: Maurice Mandrillon‎; ۲۳ اوت ۱۹۰۲ – ۱۱ فوریهٔ ۱۹۸۱) اسکی‌باز اهل فرانسه بود.